# Fiat Mille
La Fiat Mille (originariamente Fiat Uno, nome mantenuto in Argentina) è un'utilitaria che è stata prodotta dalla filiale brasiliana della Fiat Auto a partire dal 1984 fino al 2013.
Il modello deriva dalla prima serie di Fiat Uno lanciata in Italia nel 1983, con la principale differenza estetica del cofano anteriore a coperchio, e in Brasile rimase in produzione per quasi 30 anni presentando solo lievi modifiche. Il modello venne inizialmente venduto in Sud America come Fiat Uno mentre dal 1994 venne rinominato Mille in occasione di un aggiornamento.

## Storia

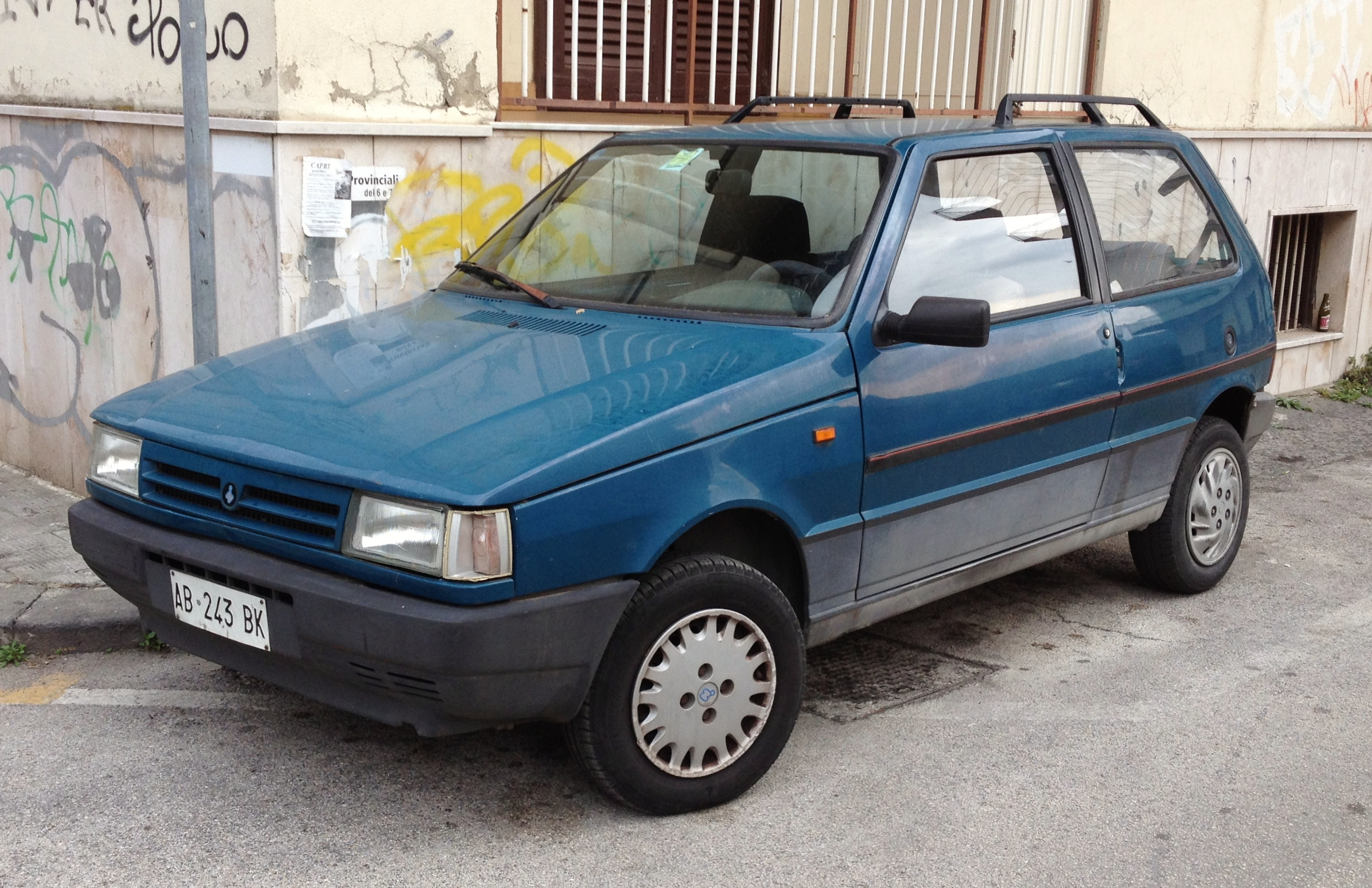
Una Mille marchiata Innocenti per il mercato italiano

La Mille era prodotta a Betim e venduta in Brasile con un motore 1.0 facente parte della famiglia motoristica Fire Flex e alimentato sia a benzina che ad etanolo. In Argentina il modello non ha adottato la denominazione Mille per continuare ad essere venduta come Uno.

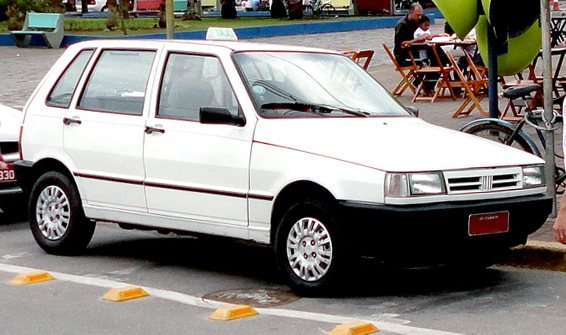
Una Fiat Mille pre-restyling

La Fiat Mille è stata prodotta in oltre tre milioni di esemplari ed è stata tra le autovetture più richieste in Brasile con una media di circa 10.000 vetture mensili.
La vettura è stata assemblata fino al 2006 anche in Sudafrica in oltre 110.000 esemplari e nel corso del 2007 è stata importata direttamente dal Brasile.
In Italia è stata inveceimportata con la denominazione iniziale di Fiat Uno CS (dal 1988 al 1992) in seguito mutata in Innocenti Mille (nel 1994), dalla quale si differenziava per il frontale che presentava il marchio Innocenti e una mascherina e paraurti leggermente differenti, per le protezioni laterali sottoporta, la disponibilità 3 e 5 porte, per la presenza delle barre sul tetto, le diverse scritte ide ntificative e gli interni ripresi dalla Fiat Uno II serie. La Innocenti Mille fu sostituita già nel 1995 dalla Mille Clip, versione rimarchiata della Uno II serie prodotta in Polonia.

### Il restyling del 2005
Nel 2005 la Fiat Auto Brasile presentò un restyling della Mille introducendo per la prima volta una versione rialzata da terra e con sospensioni irrigidite del 30% (simile ad uno Sport Utility Vehicle) denominato Mille Way (Uno Way in Argentina). Le versioni classiche vennero rinominate Mille Economy e caratterizzate dalla nuova mascherina frontale ispirata al Fiat Doblò, nuovi fari e paraurti ridisegnati. Rivista anche la coda grazie all'adozione di una nuova fanaleria e la targa posteriore che venne spostata dal cofano portellone al paraurti inferiore.
Il motore 1.0 Fire è stato rivisto ed è in grado di consumare circa il 10% in meno di carburante grazie alla quinta marcia del cambio allungata e agli pneumatici a basso attrito di rotolamento. Il motore è alimentato sia a benzina (65 cavalli) che ad etanolo (66 cavalli) e permette lo 0-100 km/h registrato in 15,1 secondi a benzina e in 14,7 ad etanolo per consumi pari a 15,6 km/l in città e 22 km/l nel ciclo extraurbano a benzina, ridotti a 11,1 km/l e 15,6 km/l nel funzionamento ad etanolo. Velocità massima pari a 151 km/h a benzina (153 km/h ad etanolo).
Gli interni invece non cambiano molto, e rimangono simili (ad eccezione di volante e quadro strumenti) a quelli della Uno seconda serie.

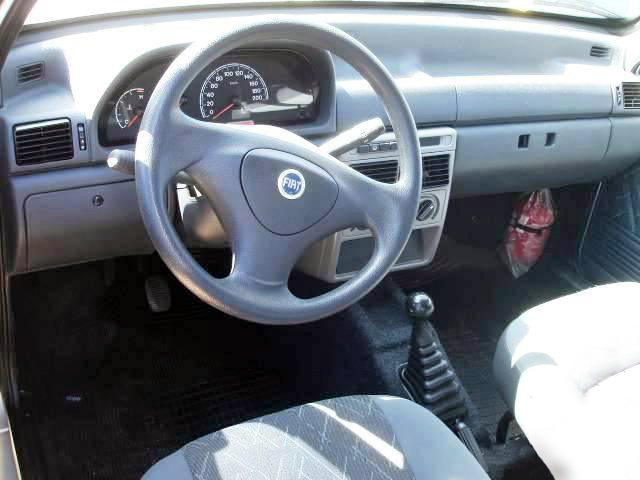
Gli interni di una Fiat Mille, molto simili a quelli della Uno seconda serie

### La serie limitata "Grazie Mille"
Alla fine del 2013, dopo quasi 30 anni di successi, l'autovettura viene proposta per l'ultima volta nel mercato per via delle nuove norme automobilistiche in vigore in Brasile dal 1º gennaio 2014, le quali prevedono che tutti i veicoli brasiliani devono aver obbligatoriamente gli airbag frontali e l'ABS. Non potendo aggiornare tale modello, la Fiat ne ha lanciato una serie limitata, la "Grazie Mille", che prende il nome dalla formula di ringraziamento italiana.
La Fiat Grazie Mille è prodotta in 2.000 esemplari forniti di una ricca dotazione di accessori: alzacristalli elettrici, vernice metallizzata Argento Bari e metallizzata speciale Verde Saquarema, climatizzatore manuale, servosterzo, tergilunotto, sbrinatore, autoradio CD-MP3 con ingresso USB e connessione Bluetooth e due poggiatesta posteriori. Esteticamente la Fiat Grazie Mille sfoggia una calandra anteriore nera, il logo “Grazie Mille” sia dentro che fuori, cerchi in lega da 13 pollici bruniti, fasce paracolpi laterali, marmitta sportiva cromata, strumentazione con sfondo "Grazie Mille", battitacco con logo "Grazie Mille", selleria in tessuto specifico con loghi "Grazie Mille" e pedaliera sportiva. Il motore è il classico 1.0 a benzina ed etanolo da 66 CV. Il prezzo in Brasile è 31.200 Real, circa 9.600 Euro. L'auto è prevista solo in carrozzeria 5 porte.

## Eredità
Le varianti più economiche di quest'auto hanno trovato un'erede nella Nuova Uno e nella Palio Fire, autovetture economiche e compatte: la seconda, nel 2014, dopo l'uscita di produzione della Mille, è diventata l'auto più economica di casa Fiat ed è stata anche ristilizzata con un cruscotto nuovo e dotazioni migliorate. Le varianti intermedie hanno trovato un'erede nella Nuova Palio e nella Punto, auto compatte anch'esse, ma più costose e di qualità superiore.
Le varianti WAY della Mille hanno trovato un'erede nella Nuova Uno, ma nelle versioni WAY di quest'ultima. Infine le varianti sportive hanno trovato un'erede nella Nuova Uno Sporting, ma anche nella Nuova Palio Sporting e infine nella Punto T-JET, auto sportive e compatte, con ricche dotazioni e motori abbastanza potenti.
La Uno "furgonata" non ha trovato una vera erede, le eredi più adatte sono il Fiat Fiorino, rinnovato alla fine del 2013 e il pick-up Fiat Strada, anch'esso soggetto ad aggiornamenti tra il 2013 e il 2014.